# Human Giant
Human Giant é um programa de comédia transmitido pela emissora MTV, estrelado e escrito por Aziz Ansari, Rob Huebel, Paul Scheer e dirigido, principalmente, por Jason Woliner.
O programa possui duas temporadas. A possibilidade de uma terceira temporada é desconhecida. Entretanto, o grupo tem mencionado em entrevistas que a emissora MTV ofereceu uma terceira temporada, mas que não foi possível realizá-la devido aos compromissos de Aziz Ansari com o novo programa da emissora NBC Parks and Recreation. O grupo também afirma que a MTV deixou a porta aberta para a futura realização de uma terceira temporada ou de um especial para a rede.
Em novembro de 2008, a revista norte-americana The Hollywood Reporter informou que o grupo está atualmente desenvolvendo um filme com a Red Hour Films, a produtora dirigida por Ben Stiller e Stuart Cornfeld.

## Premissa
O programa, que estreou em 5 de abril de 2007, é composto por pequenos esquetes de humor. Alguns esquetes foram vistos pela primeira vez na Internet, tais como "Shutterbugs", como parte do Canal 101 NY, "Clell Tickle: Indie Marketing Guru", "The Illusionators" e "Other Music".
O Human Giant adquiriu grande prestígio no circuito humorístico de Nova Iorque através de espetáculos ao vivo no Upright Citizens Brigade e de seu show de comédia semanal Crash Test.
O grupo encerrou uma noite do line-up "Spot 10" para a MTV, que incluiu também Pimp My Ride, Short Circuitz e Adventures in Hollyhood.

## Aparições Especiais

### Primeira Temporada
H. Jon Benjamin, Brian Posehn, Patton Oswalt, Jon Glaser, Rob Riggle, Jay Johnston, Matt Walsh, Ghostface Killah, Mary Lynn Rajskub, Kristen Schaal, Bobb'e J. Thompson, Nichole Hiltz, June Raphael Casey Wilson, Andy Blitz, Nick Swardson, Tapes 'n, Ted Leo, Devendra Banhart, Jonah Hill Nick Kroll e Linda Cardellini.

### Segunda Temporada
Will Arnett, David Cross, Brian Posehn, H. Jon Benjamin, Jon Glaser, Rob Riggle, Bobb'e J. Thompson, Michael K. Williams, Kevin Brown, Fred Armisen, Bill Hader, AD Miles, Andy Blitz, Matt Walsh, Brian Stack, John Lutz, Jack McBrayer, Tracy Morgan e Andy Samberg.